# São Lourenço (Setúbal)
São Lourenço – dawna parafia (freguesia) gminy Setúbal i jednocześnie miejscowość w Portugalii. W 2011 zamieszkiwało ją 11 638 mieszkańców, na obszarze 47,69 km². Od 2013 jest częścią parafii Azeitão.